# Distrito de Tunanmarca

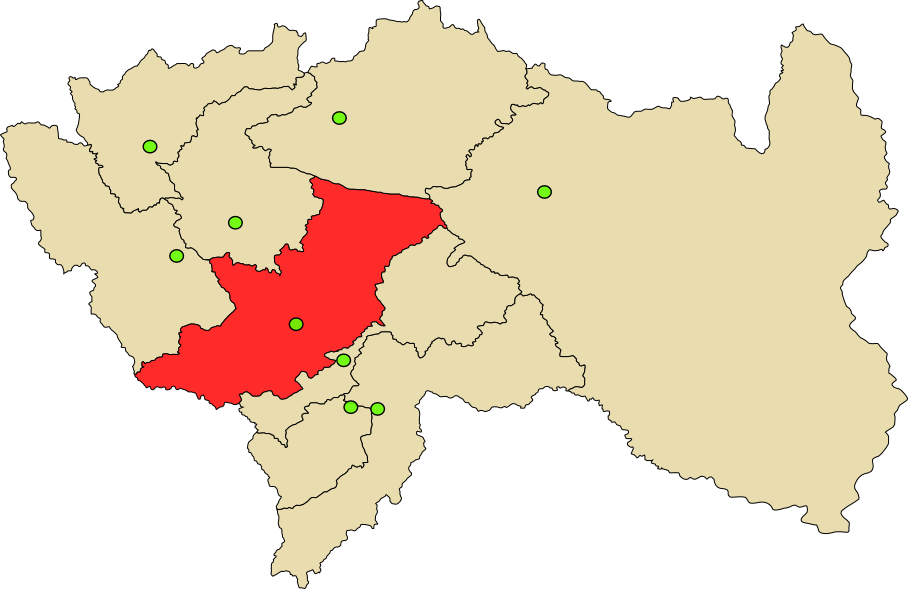
Provincia de Jauja en el Departamento de Junín

El Distrito de Tunán Marca es uno de los treinta y cuatro distritos de la Provincia de Jauja, ubicada en el Departamento de Junín, bajo la administración del Gobierno Regional de Junín, Perú.
Dentro de la división eclesiástica de la Iglesia Católica del Perú, pertenece a la Vicaría IV de la Arquidiócesis de Huancayo

## Historia
El distrito fue creado mediante Ley del 15 de septiembre de 1944, en el primer gobierno del Presidente Manuel Prado Ugarteche.

## Geografía
El distrito de Tunán Marca abarca una superficie de 30,07 km².

## Capital
Su capital es el pueblo de Concho, está rodeado por los distritos de Marco, Acolla, Pomacancha y Yanamarca.

## Autoridades

### Municipales
- 2015 - 2018[2]
  - Alcalde: Jhonni Henri Arias Tabraj, Partido Alianza para el Progreso (APP).
  - Regidores : Marciano Vides Rosales Capcha (APP), Donata Matilde Rosales Quispe (APP), Feliciano Vicente Bautista Barzola (APP), Pablo Arcángel Huatuco Lobo (APP), Artemio Carhuancho Collachagua (Juntos por Junín).
- 2011 - 2014[3][4]
  - Alcalde: Ayin Zain Esteban Fabián, Partido Acción Popular (AP).
  - Regidores: Pablo Arcángel Huatuco Lobo (Alianza para el Progreso), Serafín Álvarez Flores (Alianza para el Progreso), Karina Ivonne Arias Tabraj (Alianza para el Progreso), Violeta Mallma Capcha de Tabraj (Alianza para el Progreso), Juan Alcides Esteban Flores (CONREDES).
- 2007-2010
  - Alcalde: Braulio Abilio Tabraj Flores.

### Policiales
- Comisaría de Jauja
  - Comisario: Cmdte. PNP. Edson Hernán Cerrón Lazo.[5]

### Religiosas
- Arquidiócesis de Huancayo[6]
  - Arzobispo de Huancayo: Mons. Pedro Barreto Jimeno, SJ.
  - Vicario episcopal: Pbro. Hermann Josef Wendling SS.CC.
- Parroquia[7]
  - Párroco: Pbro. .

## Educación == Restos arqueológicos deTunanmarca

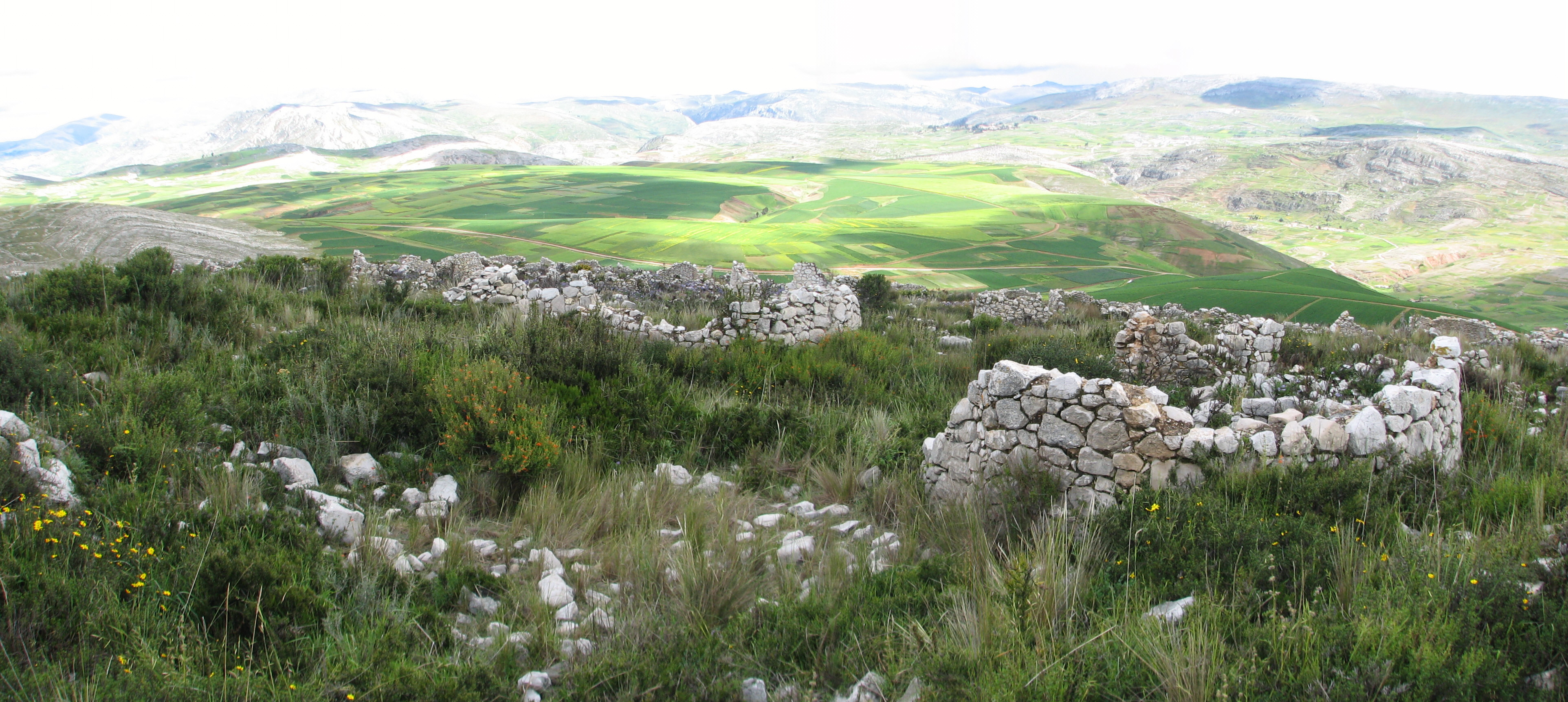
Restos arqueológicos de Tunan Marca.

El conjunto arqueológico de Tunanmarca está ubicado en la cima del cerro Tunun al lado oeste del pueblo de Concho, capital del distrito de Tunan Marca.
Según los estudiosos, este conjunto de construcciones se realizó durante los años 1 200 a 1 400 d. C. poco antes de la invasión Inca. Cerca de 5 000 familias se refugiaron allí. Los Incas sitiaron la colina, pero la falta de agua hizo capitular a los huancas ante un ejército numeroso y entrenado para la guerra. Nunca más fue ocupada ni restaurada. Los guerreros Huancas fueron asimilados al ejército Inca. 
El valle fue entregado bajo tres administraciones llamadas curacazgos. Asignaron a familias cusqueñas llamadas mitimaes o mitmas para enseñar las artes, la cultura y la lengua de los Incas.